# Keld Albrechtsen
Keld Albrechtsen (født 16. november 1952 i Aarhus) er cand.scient.pol. og har repræsenteret Venstresocialisterne og senere Enhedslisten i Folketinget samt Folkebevægelsen mod EF i EF-Parlamentet.

## Landspolitiker
Albrechtsen blev student fra Vejle Gymnasium 1971 og kandidat i statskundskab fra Aarhus Universitet i 1983.
Han begyndte sit politiske engagement i kollegiebevægelsen, først som medlem af Skjoldhøjkollegiets forretningsudvalg 1975-1978, senere i afdelingsbestyrelsen for Brabrand Boligforenings afdeling 6 1979-1986. Fra 1993 til 1997 var han formand for Brabrand Boligforening. I 1978 blev han medlem af Århus Amtsråd for Venstresocialisterne, og var medlem frem til 1984. I 1979 blev han opstillet til Folketinget for Venstresocialisterne i Odense Sydkredsen (Fyns Amtskreds), og fra 1. november – 19. december 1980 og igen 8. oktober – 7. december 1981 var han midlertidigt medlem af tinget. Han blev opstillet i Aalborg Østkredsen (Nordjyllands Amtskreds) fra 1981 og var her midlertidigt medlem fra 14. januar – 22. februar 1982. I 1983 blev han opstillet af Nørrebro- og Bispeengkredsene (Østre Storkreds) og blev valgt 10. januar 1984. Han sad frem til 7. september 1987.
I 1985 blev hans parlamentariske immunitet ophævet, fordi han – tillige med Anne Grete Holmsgaard, Jørgen Lenger og Steen Tinning – havde brudt tavshedspligten ved at udlevere "fotokopier af monopoldirektoratets redegørelser om henholdsvis kunstgødningsbranchen og varmeisoleringsmaterialeindustrien"  og skulle sigtes for dette forhold .

### Enhedslisten
I 1988 var Albrechtsen med i den gruppe af VS'ere, der udarbejdede et såkaldt 'blåt papir', som året efter førte til dannelsen af Enhedslisten. Han blev i 1989 medlem af bestyrelsen og folketingskandidat i Aarhus Østkredsen (Århus Amtskreds) og var opstillet der frem til 2002. Han repræsenterede kredsen i Folketinget fra 21. september 1994 til valget i 2005, hvor han ikke kunne genopstille som følge af Enhedslistens rotationsregler.

## EU-politiker
Fra 1985 var han medlem af Folkebevægelsen mod EF og var opstillet for denne ved EF-Parlamentsvalget 1989, men da JuniBevægelsen blev stiftet i 1992, blev han medlem af denne.